# Lee Tracy
William Lee Tracy (* 14. April 1898 in Atlanta, Georgia; † 18. Oktober 1968 in Santa Monica, Kalifornien) war ein US-amerikanischer Film- und Theaterschauspieler.

## Leben
Lee Tracy war der Sohn eines sich stetig auf Montage befindlichen Eisenbahnarbeiters. Daher verbrachte seine Kindheit in zu vielen Städten, als dass er eine davon als Heimat bezeichnet hätte. Nach dem Besuch der Western Military Academy begann Tracy eine Lehre als Ingenieur, musste sie jedoch rasch unterbrechen, um als Lieutenant im Ersten Weltkrieg zu kämpfen. In seiner späten Jugend beschloss Tracy, der Schauspielerei eine Chance zu geben, und wurde 1924, nach einigen Nebenrollen, Star des Broadway-Stücks The Show Off von George Kelly. 
Durch sein Äußeres sowie seinem dynamisches Schauspiel mit schneller Sprechweise wurde er sowohl im Theater als auch beim Film stets auf entschlossen und gewitzt wirkende Figuren besetzt, die trotz ihrer Skrupellosigkeit Sympathie ausstrahlen konnten. Besonders häufig verkörperte er Rollen als Kolumnist oder Journalist, so 1928 in dem Bühnenerfolg The Front Page oder 1932 im Film Blessed Event, gelegentlich aber auch Presseagenten oder Anwälte. Viele seiner Figuren erinnerten in ihrer Persönlichkeit lose an den damals berühmten US-Boulevardjournalisten Walter Winchell.
Im Jahr 1929 erfolgte Tracys Filmdebüt in einer Nebenrolle des Sportdramas Salute. Schnell wurde er durch Filme wie Doctor X (1932), The Half Naked Truth (1932), Dinner um acht (1932) oder Sexbombe (1933) zu einem gefragten Schauspieler. In der ersten Hälfte der 1930er-Jahre erreichte er seinen Karrierehöhepunkt und kam zu Hauptrollen an der Seite von Stars wie Jean Harlow. In dieser Zeit in Hollywood, der des Pre-Code-Films, sahen die von Great Depression gebeutelten Zuschauer gerne mit allen Wassern gewaschene Hauptfiguren, und so brachte es Tracy mit seinem Leinwandimage zu Popularität.
Privat sorgte Tracy vor allem durch sein Alkoholproblem immer wieder für Schlagzeilen. 1933 befand er sich gerade zu Dreharbeiten des Films Schrei der Gehetzten in Mexiko, als er am 19. November in betrunkenem Zustand vom Balkon des Hotels aus auf eine Militärparade urinierte, die sich gerade darunter befand. Tracy, der kurzzeitig inhaftiert wurde, musste die Rolle Stuart Erwin überlassen. Selbst Regisseur Howard Hawks wurde durch Jack Conway ersetzt, da er trotz der Eskapade zu Tracy gestanden hatte. Nach diesem Vorfall erlebte Tracys Karriere einen heftigen Knick, anschließend spielte er nur noch in unbedeutenden B-Movies, vor allem Western oder Filmdramen. Bis 1943 wirkte der Schauspieler in über 20 Filmen mit, ehe er wie andere US-amerikanische Männer der Einberufung Folge leisten und im Zweiten Weltkrieg kämpfen musste. 
In den 1950er-Jahren machte Tracy vor allem durch Hauptrollen in drei Fernsehserien auf sich aufmerksam. Von 1949 bis 1954 spielte er sowohl im Radio als auch in einer Fernsehserie die Rolle des titelgebenden Privatdetektivs in der Serie Martin Kane, Private Eye. Er teilte sich diese Rolle aber mit mehreren anderen Schauspielern. In der britisch-amerikanischen Serie New York Confidential spielte er von 1958 bis 1959 nochmals einen Zeitungskolumnisten. 1964 erlebte er dann auch ein spätes Film-Comeback: Er übernahm in dem auf einem Theaterstück von Gore Vidal basierenden Politikdrama Der Kandidat die Rolle des fiktiven US-Präsidenten Art Hockstader, dessen Charakter an den von Harry S. Truman angelehnt war. Diese Rolle hatte er zuvor bereits auf der Bühne gespielt. Für seine Performance wurde Tracy 1965 sowohl für den Oscar als auch den Golden Globe Award nominiert, ging jedoch leer aus. 
1968 erlag Lee Tracy im Alter von 70 Jahren einem Krebsleiden. Er wurde von seiner Frau Helen Thomas Tracy überlebt, die er am 19. Juli 1938 geheiratet hatte. Das Paar hatte keine Kinder. Sein Grab befindet sich auf dem Evergreen Friedhof in Shavertown, Pennsylvania. In Shavertown hatte Tracy stets seinen Zweitwohnsitz. Heute erinnert ein Stern auf dem Hollywood Walk of Fame an Lee Tracy.

## Filmografie (Auswahl)
- 1929: Big Time
- 1929: Salute
- 1930: Liliom
- 1930: Born Reckless
- 1932: Der geheimnisvolle Dr. X (Doctor X)
- 1932: Das Washingtoner Karussell (Washington Merry-Go-Round)
- 1932: The Half Naked Truth
- 1932: Blessed Event
- 1933: Dinner um acht (Dinner at Eight)
- 1933: Sexbombe (Bombshell)
- 1934: The Lemon Drop Kid
- 1935: Carnival
- 1937: Behind the Headlines
- 1939: The Spellbinder
- 1942: The Pay Off
- 1947: High Tide
- 1951–1952: The Amazing Mr. Malone (Fernsehserie, 13 Folgen)
- 1952–1953: Martin Kane, Private Eye (Fernsehserie, sechs Folgen)
- 1959: New York Confidential (Fernsehserie, 39 Folgen)
- 1964: Der Kandidat (The Best Man)
- 1965: Ben Casey (Fernsehserie, eine Folge)